# Ōsakakō (metropolitana di Osaka)
Ōsakakō (大阪港駅?, Ōsakakō-eki) è una stazione della Metropolitana di Osaka situata nell'area ovest della città.